# Matra MS120
Matra MS120 – samochód Formuły 1 zaprojektowany przez Bernarda Boyera i wyprodukowany przez Matra Sports. Brał udział w sezonach 1970–1972 i był ostatnim samochodem Matry w Formule 1.

## Historia
W 1969 roku Matra została przejęta przez Simkę. W tym samym roku ścigający się Matrą MS80 Jackie Stewart został mistrzem świata Formuły 1, a Matra zdobyła tytuł wśród konstruktorów. Jackie Stewart ścigał się wówczas dla zespołu Tyrrell Racing. Po przejęciu Matry Simca postawiła Tyrrellowi ultimatum, w myśl którego, jeśli chciałby nadal otrzymywać nadwozia Matry, to będzie musiał zgodzić się na zamianę silników Ford Cosworth DFV na silniki Matra V12. Tyrrell nie zgodził się na to i zerwał współpracę z Matrą.
Matra zdecydowała się na skonstruowanie następcy modelu MS80 wokół silnika V12, który dysponował mocą ok. 480 KM, ale zużywał więcej paliwa, niż Cosworth DFV. Jean-Luc Lagardère w ogóle założył, że samochód będzie wyprodukowany wyłącznie z francuskich części. Samochód został wyposażony w zupełnie nową skrzynię biegów. Bernard Boyer opracował zupełnie nowe, kanciaste nadwozie. Tylko zawieszenie pochodziło z modelu MS80.
Jean-Pierre Beltoise w sezonie 1970 punktował kilka razy, ale samochód nie był w stanie nawiązać wynikami do MS80. Beltoise tylko dwukrotnie był trzeci, w Belgii i we Włoszech. Trzecie miejsce zdobył także w Monako Henri Pescarolo. Na koniec sezonu Matra zajęła siódme miejsce w klasyfikacji konstruktorów.
Na sezon 1971 Pescarolo został zastąpiony przez Chrisa Amona, który następnie wygrał niewliczane do mistrzostw Grand Prix Argentyny. Poza Grand Prix RPA kierowcy Matry ścigali się wersją "B" modelu. Wersja ta miała bardziej stabilne zawieszenie, zaokrąglone linie i przednie skrzydło na całej szerokości. Pojazd nie zdołał jednak sprostać oczekiwaniom, Amon tylko raz zdobył podium (w Hiszpanii), ponadto wywalczył pole position w Grand Prix Włoch. Na koniec sezonu Matra zdobyła 9 punktów i ponownie siódme miejsce w klasyfikacji.
W tym czasie sponsoring stał się standardem w Formule 1. Matra nie miała jednak sponsora, ponieważ koncern sam chciał promować swoje produkty. Za główny cel postawiono sobie zwycięstwo "dla chwały Francji" w wyścigu 24h Le Mans, co było głównym źródłem wydatków koncernu. Z tego powodu w sezonie 1972 Formuły 1 dla Matry ścigał się tylko Amon, który używał modeli 120C i 120D. Mimo trzeciego miejsca w Grand Prix Francji Matra zakończyła sezon na ósmym miejscu wśród konstruktorów. Po 1972 roku Matra wycofała się z Formuły 1 jako konstruktor, koncentrując się na wyścigach samochodów sportowych.

## Wyniki w Formule 1
| Legenda oznaczeń w tabelach wyników Wyświetl szablon na nowej stronie | Legenda oznaczeń w tabelach wyników Wyświetl szablon na nowej stronie                                                                     |
| Oznaczenie                                                            | Wyjaśnienie |
| --------------------------------------------------------------------- | --- |
| Złoty                                                                 | Zwycięzca lub mistrzostwo |
| Srebrny                                                               | 2. miejsce lub wicemistrzostwo |
| Brązowy                                                               | 3. miejsce lub II wicemistrzostwo |
| Zielony                                                               | Ukończył, punktował (w klasyfikacji generalnej, gdy zdobył co najmniej jeden punkt na przestrzeni sezonu, poza trzema powyższymi opcjami) |
| Niebieski                                                             | Ukończył, nie punktował (w klasyfikacji generalnej, gdy nie zdobył co najmniej jednego punktu na przestrzeni sezonu)                      |
| Czerwony                                                              | Nie zakwalifikował się (NZ) |
| Czerwony                                                              | Nie prekwalifikował się (NPK) |
| Różowy                                                                | Nie ukończył (NU) |
| Różowy                                                                | Niesklasyfikowany (NS) (w klasyfikacji generalnej, gdy nie został sklasyfikowany w żadnym wyścigu sezonu)                                 |
| Czarny                                                                | Zdyskwalifikowany (DK) |
| Czarny                                                                | Wykluczony (WYK/EX) |
| Biały                                                                 | Nie wystartował (NW) |
| Biały                                                                 | Kontuzjowany (K/INJ) |
| Biały                                                                 | Wyścig odwołany (OD/C) |
| Bez koloru                                                            | Został wycofany (WYC/WD) |
| Bez koloru                                                            | Nie przybył (NP/DNA) |
| Bez koloru                                                            | Nie brał udziału w treningach (NT/DNP) |
| Bez koloru                                                            | Nie został zgłoszony (–) |
| Pogrubienie                                                           | Start z pole position |
| Kursywa                                                               | Najszybsze okrążenie wyścigu |
| †                                                                     | Nie ukończył, ale jego rezultat został zaliczony ze względu na przejechanie więcej niż 90% dystansu wyścigu.                              |
| *                                                                     | Sezon w trakcie |
| 1/2/3                                                                 | Punktowana pozycja w sprincie kwalifikacyjnym                                                                                             |
| Lista systemów punktacji Formuły 1                                    | |

| Sezon | Zespół              | Silnik    | Opony | Kierowcy             | 1   | 2   | 3   | 4   | 5   | 6   | 7   | 8   | 9   | 10  | 11  | 12  | 13  | Pkt. | Msc. |
| ----- | ------------------- | --------- | ----- | -------------------- | --- | --- | --- | --- | --- | --- | --- | --- | --- | --- | --- | --- | --- | ---- | ---- |
| 1970  | Equipe Matra Elf    | Matra V12 | G     |                      | ZAF | ESP | MCO | BEL | NLD | FRA | GBR | DEU | AUT | ITA | CND | USA | MEX | 23   | 7    |
| 1970  | Equipe Matra Elf    | Matra V12 | G     | Jean-Pierre Beltoise | 4   | NU  | NU  | 3   | 5   | 13  | NU  | NU  | 6   | 3   | 8   | NU  | 5   | 23   | 7    |
| 1970  | Equipe Matra Elf    | Matra V12 | G     | Henri Pescarolo      | 7   | NU  | 3   | 6   | 8   | 5   | NU  | 6   | 14  | NU  | 7   | 8   | 9   | 23   | 7    |
| 1971  | Equipe Matra Sports | Matra V12 | G     |                      | ZAF | ESP | MCO | NLD | FRA | GBR | DEU | AUT | ITA | CND | USA |     |     | 9    | 7    |
| 1971  | Equipe Matra Sports | Matra V12 | G     | Chris Amon           | 5   | 3   | NU  | NU  | 5   | NU  | NU  |     | 6   | 10  | 12  |     |     | 9    | 7    |
| 1971  | Equipe Matra Sports | Matra V12 | G     | Jean-Pierre Beltoise |     | 6   | NU  | 9   | 7   | 7   |     |     |     | NU  | 8   |     |     | 9    | 7    |
| 1972  | Equipe Matra        | Matra V12 | G     |                      | ARG | ZAF | ESP | MCO | BEL | FRA | GBR | DEU | AUT | ITA | CND | USA |     | 12   | 8    |
| 1972  | Equipe Matra        | Matra V12 | G     | Chris Amon           | NU  | 15  | NU  | 6   | 6   | 3   | 4   | 15  | 5   | NU  | 6   | 15  |     | 12   | 8    |